# Ендуранс Идахор
Ендуранс Идахор (на английски език - Endurance Idahor) е нигерийски футболист, нападател.

## Кариера
Кариерата му започва в родната Нигерия, където играе последователно за Игбино Бейбс, Юлиъс Бъргър и Долфинс. През февруари 2006 г. е привлечен от суданския Ал-Мерейх, където се превръща в един от най-добрите нападатели в историята на клуба. През 2008 г. играе под заем за дубайския Ал-Наср. През 2009 г. е втори при голмайсторите на Африканската шампионската лига със своите 7 гола.
Играл е и за младежкия национален отбор на Нигерия до 23 години. 
На 6 март 2010 г. в мач за купата на Судан срещу Ал-Амали, на Идахор му става лошо, като в средата на второто полувреме пада и губи съзнание и спира да диша. Умира в линейката на път за болницата. Причината за смъртта е сърдечна недостатъчност.
Неговият брат – Лъки Идахор, също е футболист.

## Отличия
- Суданска премиер лига – 1 път шампион (2008) с Ал-Мерейх
- Купа на Судан – 3 пъти носител (2006, 2007, 2008) с Ал-Мерейх
- Голмайстор на Судан – 1 път (2006) с Ал-Мерейх
- Голмайстор при купата на Судан – 1 път (2006) с Ал-Мерейх